# Vonnas

Vonnas este o comună în departamentul Ain din estul Franței.